# 柳毛街道
柳毛街道，是中华人民共和国黑龙江省鸡西市恒山区下辖的一个乡镇级行政单位。

## 行政区划
柳毛街道下辖以下地区：
中兴社区。